# Junost Charkiv

Junist Charkiv (ukrainska:Юність Харків) är en ishockeyklubb från Charkiv, Ukraina. 

## Historik
Klubben bildades år 2015, och anslöt till Ukrainian Hockey Extra League inför säsongen 2015/2016. Första säsongen gick klubben resultatmässigt dåligt och slutade på åttonde och sists plats i grundserien, med den största förlusten med 27-0.